# Yu Lihua
Yu Lihua (Shanghái, 28 de noviembre de 1929-Gaithersburg, 1 de mayo de 2020) fue una escritora china que escribió más de treinta obras: novelas, cuentos, artículos de periódicos y traducciones en un lapso de sesenta años. Se la considera "una de las cinco escritoras nacidas en China más influyentes de la posguerra y la progenitora del género de los estudiantes chinos en el extranjero". Escribió principalmente en chino, basándose en su experiencia como emigrada china en la América de posguerra. Fue celebrada en la diáspora por dar voz a lo que ella llamó la "generación desarraigada": los emigrados que se habían ido en busca de una vida mejor pero que seguían nostálgicos de su tierra natal.
Fue más que una escritora de éxito, sino un puente, una embajadora cultural entre China y Estados Unidos. En 1975, fue una de las primeras personas en ser invitada de regreso a China después de que se reabrieron las relaciones entre los dos países. Su trabajo, que hasta entonces había sido incluido en la lista negra de China, comenzó a centrarse en la vida en China. A través del patrocinio de programas de intercambio académico, su columna en el periódico People's Daily de China y las transmisiones de radio en Voice of America, educó tanto al público estadounidense como al público chino sobre la vida en los países de cada uno.

## Primeros años
Yu nació en Shanghái en 1929 y se mudó a Taiwán en 1948 después de la Guerra Sino-Japonesa (1937-1945). Asistió a la Universidad Nacional de Taiwán, donde se graduó con un título en historia en 1953. Ese año, Yu emigró a los Estados Unidos y se matriculó en la escuela de periodismo de la Universidad de California en Los Ángeles. En 1956, a pesar de que había reprobado el examen de competencia en inglés de la UCLA y la rechazaron del programa de literatura, ganó el codiciado Premio de Escritura Samuel Goldwyn, con su historia "El dolor al final del río Yangtze". Recibió su maestría en historia en 1956.

## Trayectoria
Después de UCLA, Yu escribió varios artículos en inglés, que fueron rechazados por los editores estadounidenses. Para no detenerse, volvió a escribir en chino y comenzó su larga carrera como escritora en serio. En 1967, su novela revelación, "Again the Palms" (又見 棕櫚, 又見 棕櫚) ganó el prestigioso premio Ch'ia Hsin de Taiwán a la mejor novela del año. Continuó escribiendo hasta finales de los ochenta.
Yu enseñó lengua y literatura china en la Universidad de Albany, Universidad Estatal de Nueva York de 1968 a 1993. Continuó su carrera como escritora durante su tiempo en SUNY. Ella jugó un papel decisivo en el inicio de programas de intercambio que trajeron a muchos estudiantes chinos al campus. En 2006, Yu recibió un doctorado honorario de Middlebury College.

## Vida personal
Yu estaba casada con la profesora de física Chih Ree Sun, con quien tuvo tres hijos: sus hijas Lena Sun, Eugene Sun y Anna Sun. Después de su divorcio, Yu se casó con el presidente de la Universidad de Albany, Vincent O'Leary. Después de la jubilación de O'Leary, se mudaron a San Mateo en 1997. Se mudaron a Gaithersburg, Maryland en 2006. Yu murió el 30 de abril de 2020 de insuficiencia respiratoria provocada por COVID-19 en Gaithersburg, Maryland, durante la pandemia de COVID-19. 